# Michael Dean Perry
Michael Dean Perry (Aiken, 27 agosto 1965) è un ex giocatore di football americano statunitense che ha militato nel ruolo di defensive tackle nella National Football League (NFL).

## Carriera
Al college Perry giocò a football a Clemson dove detenne il record di sack in carriera. Fu scelto dai Cleveland Browns nel corso del secondo giro (50º assoluto) del Draft NFL 1988. In quegli anni fu uno dei giocatori più celebri della franchigia, tanto che i ristoranti McDonalds nell'area di Cleveland gli dedicarono un panino, l'"MDP". Convocato per sei Pro Bowl, in carriera giocò anche per i Denver Broncos e i Kansas City Chiefs.

## Palmarès
- Convocazioni al Pro Bowl: 6

1989–1991, 1993, 1994, 1996
- First-team All-Pro: 2

1989, 1990
- Second-team All-Pro: 2

1991, 1994
- PFWA All-Rookie Team - 1988